# Landelijke fietsroute 3
De Landelijke fietsroute 3 of LF3 Hanzeroute is een bewegwijzerde fietsroute van ongeveer 140 km tussen Kampen naar Arnhem langs de IJssel en verder naar Millingen aan de Rijn. De route voert door de hanzesteden Kampen, Zwolle, Deventer, Zutphen en Arnhem. Dit deel van de route is momenteel nog bewegwijzerd als LF-route en eindigt in Millingen. De route van Kampen tot Millingen is bewegwijzerd als LF3a en de route van Millingen tot Kampen als LF3b.
Voorheen was deze route onderdeel van een groter geheel.

## Traject
De route start bij de Stadsbrug in Kampen waar ze aansluit op de LF Zuiderzeeroute. Na Kampen volgt de route de IJssel, ze voert door het natuurgebied Uiterwaarden van de IJssel. De route gaat langs Zwolle en blijft de IJssel en de uiterwaarden volgen. 
Bij Fortmond gaat de route door natuurontwikkelingsgebied Duursche Waarden.
Bij Olst gaat de route langs Groot Hoenlo, een landgoed. De route voert zuidwaarts en kruist met een veerboot bij Deventer de IJssel. 
De route passeert de grens tussen de provincies Overijssel en Gelderland. Bij Zutphen kruist de route de IJssel via de Oude IJsselbrug en ten zuiden van de stad kruist ze de zijrivier Berkel. Via de Cortenoeversebrug gaat de route weer naar de westzijde van de IJssel.
In Brummen kruist de route de EuroVelo EV2 Hoofdstedenroute en de LF4 Midden-Nederlandroute die samen met de LF3 het veer nemen naar Bronkhorst.
De route kruist de Oude IJssel en volgt de uiterwaarden van de IJssel. In Westervoort komt de EuroVelo EV15 Rijnroute bij de route. De route volgt nu de Nederrijn en gaat door de Rijnstrangen. 
Middels veer wordt het Bijlandsch Kanaal gekruist. Dit kanaal is een deel van de Boven-Rijn. De route eindigt hier in Millingen waar op de grens met Duitsland de EV15 verder kan worden gevolgd, evenals de D8, de Duitse Rijnfietsroute.
Tussen Arnhem en Millingen is de route onderdeel van de LF Ronde van Nederland.

## Aansluitingen met Europese routes
- In Brummen kruist de route de EuroVelo EV2 Hoofdstedenroute.
- Tussen Westervoort en Millingen aan de Rijn loopt de route parallel met de EuroVelo EV15 Rijnroute.

## Aansluitingen met andere LF- of icoonroutes
- In Kampen sluit de route aan op de LF Zuiderzeeroute.
- In Zwolle kruist de route de LF9 NAP-route.
- In Brummen kruist de route de LF4 Midden-Nederlandroute.
- In Millingen kan worden aangesloten op de D8 Rijnfietsroute.

## Aansluitingen met regionale routes
- Op elk willekeurig punt kan gebruik worden gemaakt van het fietsroutenetwerk ter plaatse.

## Voormalige LF3
De Rietlandroute, Hanzeroute en Maasroute vormden voor realisatie van de icoonroutes samen de LF-route LF3 in Nederland tussen Holwerd en Maastricht, een bewegwijzerde fietsroute van ongeveer 500 kilometer. Het fietspad liep door de provincies Friesland, Overijssel, Gelderland  en Limburg.
Het eerste deel van de route, de Rietlandroute, liep van Holwerd naar Kampen. Dit deel liep door de waterrijke gebieden van Friesland. Een deel van dit traject is opgegaan in de LF Zuiderzeeroute.
Het tweede deel, de Hanzeroute, liep van Kampen naar Arnhem langs de IJssel. Dit deel kwam door de hanzesteden Kampen, Zwolle, Deventer, Zutphen en Arnhem. Dit deel van de route is momenteel nog bewegwijzerd als LF-route en eindigt nu in Millingen.
Het derde deel, de Maasroute, liep van Arnhem naar Maastricht over de rechteroever van de Maas. Het grootste deel van deze route is opgegaan in de LF Maasroute.
De route van Holwerd naar Maastricht had het nummer LF3a en de route van Maastricht naar Holwerd LF3b.